# Hyam Greenbaum
Hyam 'Bumps' Greenbaum (Brighton, comtat de Sussex, 12 de maig, 1901 -  Bedford, Bedfordshire, 13 de maig, 1942) va ser un director d'orquestra, violinista i compositor anglès, que el 1936 es va convertir en el primer director d'una orquestra de televisió del món. Va ser amic de molts dels seus contemporanis musicals anglesos, com ara Constant Lambert, Alan Rawsthorne i William Walton, i sovint els ajudava amb assessorament tècnic sobre orquestració. El seu germà Bernard (1917–1993) va ser artista, i la seva germana va ser la pianista i compositora Kyla Greenbaum (1922–2017).

## Inicis de la seva carrera
De petit, Greenbaum va aprendre violí amb la seva mare anglesa Edith (de soltera Etherington) i piano amb el seu pare (Solomon Greenbaum, un rus jueu nascut a Polònia i enviat a Anglaterra per formar-se com a sastre). Va debutar musicalment a Brighton als set anys, tocant el Concert per a violí de Beethoven amb un vestit de vellut i coll de puntes. Va estudiar a la "Brighton School of Music" abans de guanyar una beca oberta al Royal College of Music el 1912, als onze anys. El seu sobrenom de «Bumps» va ser encunyat després que un frenòleg «hagués expressat sorpresa per les configuracions del seu crani».
Tot i que des del principi tenia ambicions de convertir-se en director d'orquestra, Greenbaum va començar la seva carrera musical el 1916 dirigint els segons violins a l'Orquestra de Queen's Hall, i des del 1923 fins al 1936 va tocar el segon violí i el piano per al Ballet de Diàghilev. El 1924 es va unir al Quartet de Corda Brosa tocant el segon violí.
Greenbaum es va casar amb l'arpista Sidonie Goossens el 26 d'abril de 1924 a l'Oficina del Registre de Kensington i es van establir en una llar del primer pis de Fulham Road, davant de Michelin House. Greenbaum va ser membre de la "Banda dels Warlock", seguidors del compositor i crític musical Peter Warlock (Philip Heseltine). Altres van ser Cecil Gray, E. J. Moeran, Constant Lambert i Leslie Heward. S'ha suggerit que la influència de Heseltine va conduir a l'abús de beure molt de Greenbaum. A principis de 1929, Greenbaum i Sidonie es van traslladar a un vivenda més gran a l'últim pis del número 5 de Wetherby Gardens, SW5, que es va convertir en un lloc de reunió habitual per a un cercle ampliat de músics bevedors, entre els quals també hi havia Arnold Bax, Patrick Hadley, Spike Hughes, Alan Rawsthorne i William Walton.

## Escena i televisió
De 1930 a 1934 va ser director musical de C. B. Cochran en produccions londinencs com ara The Cat and the Fiddle de Jerome Kern (març de 1932, 219 actuacions), Dinner at Eight de George Kaufman i Edna Ferber (gener de 1933, 218 actuacions), Music in the Air de Kern (maig de 1933, 275 actuacions) i Nymph Errant de Cole Porter (octubre de 1933, 154 actuacions). A principis de la dècada de 1930 també es va incorporar a Decca com a gerent de gravació.
El 1936, Greenbaum va sol·licitar el càrrec de director musical del Servei de Televisió de la BBC i, amb el suport d'Adrian Boult, va ser nomenat. Va fundar la BBC Television Orchestra, que va tocar al programa inaugural quan van començar les emissions regulars de la televisió britànica el 26 d'agost de 1936, amb uns 123.000 espectadors. Aquesta va ser la primera transmissió de prova de televisió en alta definició estàndard (405 línies), amb l'orquestra emetent des de l'Alexandra Palace fins a l'exposició Radiolympia que se celebrava a l'Olympia de Londres. L'orquestra també va tocar el dia oficial d'inauguració de les emissions d'alta definició de la BBC Television el 2 de novembre de 1936. El seu repertori era ampli, i anava des de música per a produccions dramàtiques fins a una adaptació televisada de Tristan und Isolde (en dues seccions d'una hora) el 24 de gener de 1938.
Greenbaum, amb un grup d'altres a la BBC (inclosos Stephen Thomas, Dallas Bower, Desmond Davis i membres de la "British Music Drama Opera Company"), va presentar la sorprenent xifra de 29 òperes a la televisió entre 1936 i 1939. L'òpera de titelles El retablo de Maese Pedro de Manuel de Falla es va emetre el 29 de maig de 1938. El 1939, quan Bower va dirigir La tempesta amb Peggy Ashcroft i George Devine, Greenbaum va dirigir la música incidental de Sibelius, que es va escoltar per primera vegada en el seu context teatral. El mateix any es va emetre la primera representació escenificada a Anglaterra de l'òpera Arlecchino de Busoni, també dirigida per Greenbaum.

## Temps de guerra i mort
L'Orquestra de Televisió de la BBC es va dissoldre el setembre de 1939 a l'esclat de la Segona Guerra Mundial, quan es van suspendre els serveis de televisió. Greenbaum i la seva dona es van traslladar a Bristol, vivint amb Alan Rawsthorne i la seva primera dona Jessie Hinchcliffe al Clifton Arts Club. Aquest va ser bombardejat el novembre de 1940 i molts dels manuscrits de Rawsthorne van ser destruïts. Greenbaum va utilitzar un nucli de membres de l'Orquestra de Televisió per formar la BBC Revue Orchestra, que tocava música lleugera de varietats per a la ràdio de la BBC des de la seva base a Bangor, al nord de Gal·les. Segons Sidonie, "odiava Bangor i odiava el treball de varietats. Lluny de mi estava temptat de beure cada cop més. Vivia en un pub i una vegada va calar foc al seu llit allà".
No obstant això, ocasionalment hi va haver oportunitats per gravar un repertori més desafiant per a l'Orquestra Simfònica de la BBC. Per exemple, el 19 de novembre de 1941, a instàncies d'Adrian Boult, va dirigir el poema simfònic Orfeu de Franz Liszt i el Concert per a violí de Ferruccio Busoni. L'endemà va dirigir un concert d'estudi a Bedford amb el Divertimento per a cordes de Béla Bartók.

Greenbaum va morir de problemes relacionats amb l'alcohol, un dia després del seu 41è aniversari, l'alcoholisme alimentat per les seves dificultats professionals i la depressió derivada del naixement del seu únic fill. Cecil Gray va escriure: 
| « | "No hi ha cap figura més tràgica que el gran artista interpretatiu a qui mai se li ha donat l'oportunitat de revelar els seus poders. Així va ser Hyam Greenbaum". | » |

## Composició i orquestració
Com a compositor, Greenbaum va aconseguir cert reconeixement amb els seus Parfums de Nuits, tres miniatures per a oboè i orquestra escrites per a Léon Goossens i interpretades als The Proms el 12 d'octubre de 1922. Després va dirigir l'estrena de la seva peça orquestral A Sea Poem als Proms de 1923, repetint-la l'any següent.
Tanmateix, les seves majors contribucions a la música contemporània van provenir del seu treball de direcció i orquestració, i d'ajudar altres compositors en moments difícils del procés de composició. Va orquestrar algunes de les bandes sonores de pel·lícules de William Walton, incloent-hi Escape Me Never el 1935 i As You Like It el 1936 i va ajudar Walton tant amb el Concert per a viola com amb la Simfonia núm. 1. De la mateixa manera, va ajudar Constant Lambert a completar la seva obra coral Summer's Last Will and Testament, i també va fer de director per a la segona actuació quan Lambert estava massa malalt per aparèixer ell mateix. Lambert va inscriure la partitura vocal que va donar a Greenbaum: "A Hyam Greenbaum (qui, pel que recordo, va escriure la major part d'aquesta obra) de Constant Lambert".